# Próculo (prefecto de Constantinopla)
Próculo, fallecido en Constantinopla el 16 de noviembre del año 393, también conocido como Proklos (del griego:Πρόκλος), fue Eparca (Prefecto de la Ciudad) de Constantinopla durante el reinado de Teodosio el grande (reinado: 379-395). Su nombre ha quedado grabado para la posteridad en un epigrama ubicado en el pedestal de un obelisco en el Hipódromo de Constantinopla, en el que recoge precisamente su éxito al conseguir que este mismo se erigiera. Una traducción al latín de este mismo epigrama de Hugo Grocio fue recogida a su vez por Johann Albert Fabricius

## Biografía

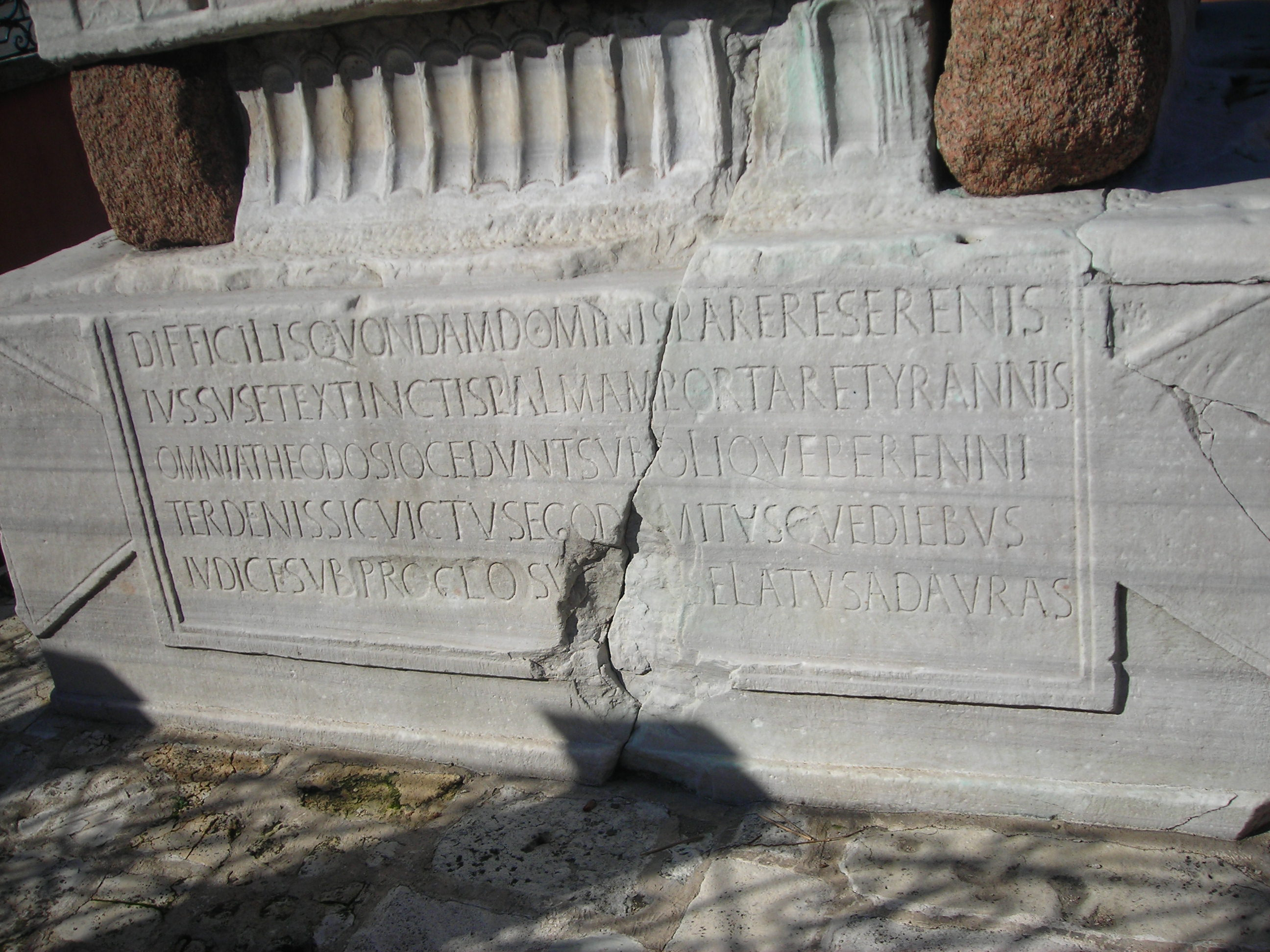
El epigrama en el Obelisco de Teodosio, celebrando precisamente su erección en el Hipódromo de Constantinopla, lograda por Próculo en el año 388, por la ocasión de la victoria de Teodosio I contra el usurpador Magno Máximo

Hijo de Eutolmio Tatiano, Próculo ocupó los cargos de Gobernador de Palestina y también de Fenicia; además de administrar la diócesis de Oriente como Comes Orientis entre el 383 y el 384. Durante este tiempo, su nombre quedó recogido en las Estelas de Nahr el-Kalb como Proclo.
En el año 388, poco antes de marchar en campaña a Occidente contra el usurpador Magno Máximo, el emperador Teodosio I lo nombró Praefectus Urbi de Constantinopla.
Sin embargo, en el año 392 cayó en desgracia cuando Rufino; un general y estadista, celoso del poder tanto de Próculo como del de su padre, que era Prefecto del Pretorio de Oriente, usó su influencia para difamar a Próculo, que tuvo que pasar a la clandestinidad. Rufino coaccionó al padre de Próculo y al emperador para que "perdonaran" a Próculo, que recibiría una carta de su padre solicitándole volver a la corte. Próculo volvería, pero en cuanto llegó sería capturado y hecho prisionero. Pronto sería juzgado y sentenciado a muerte, como el mismo Rufino había dispuesto. Próculo sería enviado a morir a un suburbio de Constantinopla, Sykai, conocido en la actualidad como el Gálata.

El emperador intentaría interceder enviando un mensajero con la orden de detener la ejecución, no obstante, Rufino ordenó a su vez que el mensajero fuera lo más lento posible, para que la ejecución ya se hubiera llevado a cabo para cuando este llegara, y así fue.
Tras su muerte, su nombre sufriría de una damnatio memoriae, siendo borrado de monumentos e inscripciones, como la del propio Obelisco de Teodosio. Años más tarde, su sobrino, que conseguiría un cargo de poder durante el reinado del emperador Marciano (reinado: 450-457), logró que el buen nombre de Próculo quedara restaurado, siendo también  tallado de nuevo en el obelisco.0-457